# Leo Sleuwaegen
Leo Sleuwaegen (Ukkel, 1955) is een Belgisch econoom en emeritus hoogleraar Managerial Economics and Strategy aan de onderzoekseenheid Management, Strategy and Innovation, Faculteit Economie en Bedrijfswetenschappen van de KU Leuven en aan de Vlerick Business School. Hij is auteur van meer dan honderd boeken, boekhoofdstukken en nationale en internationale wetenschappelijke artikelen en een pleitbezorger voor de vertaling van wetenschappelijk onderzoek en wetenschappelijke inzichten naar praktische relevantie. Hij bekleedde onder meer de leerstoel Europese integratie en ondernemingsbeleid aan de Erasmus Universiteit Rotterdam en de CERA-KBC leerstoel in Ondernemerschap aan de KU Leuven. 

## Biografie
Leo Sleuwaegen behaalde zijn doctoraat in de economische wetenschappen aan de KU Leuven. Zijn dissertatie ontving de 'Best Doctoral Dissertation' prijs van de Academy of International Business, New York, in 1985. Hij was Visiting Professor aan de Erasmus Universiteit Rotterdam, Universiteit van Californië - Irvine, de Bocconi-universiteit in Milaan, Université de Paris I (Panthéon-Sorbonne) en New York University. Aan de Vlerick Business School was hij decaan onderzoek.

## Onderzoek en Beleidsadvies
Leo Sleuwaegen is een expert op het domein van multinationale ondernemingen, ondernemerschap en de competitiviteit van regio's. Hij diende als associate editor bij het Journal of Industrial Economics en het International Journal of the Economics of Business. Verder was hij lid van het Executive Committee of the European Association for Research in Industrial Economics (EARIE). Hij is de promotor van verschillende vooraanstaande academici, waaronder Reinhilde Veugelers, René Belderbos, Micheline Goedhuys, Clive Jie-a-Joen, Carlo Altomonte, Robert Morsink, Enrico Pennings, Koen De Backer, Italo Collantone en Peter Smith.
Zijn wetenschappelijk onderzoek heeft een belangrijke focus op maatschappelijke en beleids-relevantie. Als wetenschappelijk expert was hij adviseur van de Europese Commissie, Wereldbank, OESO, Verenigde Naties, de Belgische en Vlaamse Overheid en verschillende (multinationale) ondernemingen. Hij was wetenschappelijk adviseur voor de Centrale Raad voor de Economie in België en was lid van de Flemish Foreign Affairs Council, voorzitter van de Scientific Working Group on Sustainable Development (FRDO-CFDD), bestuurslid van Flanders DC (2004-2018) en onafhankelijk bestuurder bij Brussels Airport. Hij was betrokken bij de opmaak van de jaarlijkse "US Investment in Belgium" rapporten voor de American Chamber of Commerce, de Belgische sectie van het Global Competitiveness Report, en de Vlaamse concurrentie barometer. In zijn onderzoek benadrukt hij het belang van de creatieve klasse en inspiratie voor economische vernieuwing en groei. Hij is mede-oprichter van IDEA Consult en zetelt in de raad van bestuur van TheArgonauts.eu Hij trad veelvuldig op als expert rond competitiviteit in de Belgische media.

## Geselecteerde publicaties
- Bowen, H.P., Sleuwaegen, L. (2017). Are international and product diversification substitutes or complements? Theoretical and empirical perspectives. Global Strategy Journal, 7 (3), 241-256
- Sleuwaegen, L., Onkelinx, J. (2014). International commitment, post-entry growth and survival of international new ventures. Journal of Business Venturing, 29 (1), 101-120
- Sleuwaegen, L., Boiardi, P. (2014). Creativity and regional innovation: Evidence from EU regions. Research Policy, 43, 1508-1522
- Coucke, K., Sleuwaegen, L. (2008). Offshoring as a survival strategy: evidence from manufacturing firms in Belgium. Journal of International Business Studies, 39 (8), 1261-1277
- Belderbos, R., Sleuwaegen, L. (2005). Competitive drivers and international plant configuration strategies: A product-level test. Strategic management journal, 26 (6), 577-593
- De Backer, K., Sleuwaegen, L. (2003). Does foreign direct investment crowd out domestic entrepreneurship? Review of industrial organization, 22 (1), 67-84
- Sleuwaegen, L., Goedhuys, M. (2002). Growth of firms in developing countries, evidence from Cote d'Ivoire. Journal of development economics, 68 (1), 117-135
- Pennings, E., Sleuwaegen, L. (2000). International relocation: firm and industry determinants. Economics letters, 67 (2), 179-186
- Belderbos, R., Sleuwaegen, L. (1998). Tariff jumping DFI and export substitution: Japanese electronics firms in Europe. International journal of industrial organization, 16 (5), 601-638
- Belderbos, R., Sleuwaegen, L. (1996). Japanese firms and the decision to invest abroad: Business groups and regional core networks. Review of economics and statistics, 78 (2), 214-220
- Sleuwaegen, L., Yamawaki, H. (1988). The formation of the European common-market and changes in market-structure and performance. European economic review, 32 (7), 1451-1475
- Sleuwaegen, L., Dehandschutter, W. (1986). The critical choice between the concentration ratio and the h-index in assessing industry performance. Journal of industrial economics, 35 (2), 193-208